# Dibriwka (wieś w obwodzie połtawskim)
Dibriwka (ukr. Дібрівка) – wieś na Ukrainie, w obwodzie połtawskim, w rejonie mirhorodzkim, w hromadzie Mirhorod. W 2001 liczyła 1045 mieszkańców.